# Leptotarsus (Longurio) borgmeieranus
Leptotarsus (Longurio) borgmeieranus is een tweevleugelige uit de familie langpootmuggen (Tipulidae). De soort komt voor in het Neotropisch gebied.